# Dyer (Arkansas)
Dyer è una città degli Stati Uniti d'America situata nello Stato dell'Arkansas, nella Contea di Crawford.